# El Pueblo (Madrid)
El Pueblo fue un periódico editado en Madrid en dos épocas entre 1860 y, al menos, 1870, durante el reinado de Isabel II y el Sexenio Democrático. 

## Historia
Editado en Madrid, el periódico fue impreso primeramente en la imprenta homónima de El Pueblo, después pasaría por otras, terminando en la de P. Montero hacia 1870. Su primer número aparecería el 1 de septiembre de 1860, con ejemplares de cuatro página de 0,389 x 0,283 m y el subtítulo «diario democrático de la tarde». Suspendió su publicación entre el 21 de junio de 1866 y el 5 de octubre de 1868, reiniciando su tirada por tanto ya tras la revolución de septiembre. Hacia 1870 se publicaba con unas dimensiones de 0,455 x 0,325 m.
El periódico, defensor de la república unitaria, fue dirigido en primer momento, aunque por muy poco tiempo, por Manuel Gómez Marín, después por Eugenio García Ruiz, a quien sustituyó el jurista Julián Sánchez Ruano. En su redacción participaron autores como Santiago Alonso Valdespino, Alfredo Álvarez, Rafael Coronel y Ortiz, Mariano de Fresneda, Gregorio García Ruiz, Vicente Gisber, Donato González Andrés, Romualdo Lafuente, Roque Barcia y José María Orense,